# Barbus dartevellei
Barbus dartevellei е вид лъчеперка от семейство Шаранови (Cyprinidae).

## Разпространение
Видът е разпространен в Демократична република Конго.

## Описание
На дължина достигат до 11,7 cm.